# 宮之前停留場
宮之前停留場（日语：／ Miyanomae teiryūjo */?）是位於東京都荒川區西尾久二丁目，屬於荒川線的停留場。站名源自於尾久八幡神社前。本站坐落在東京都道306號王子千住夢之島線支線（補助90號線）上。

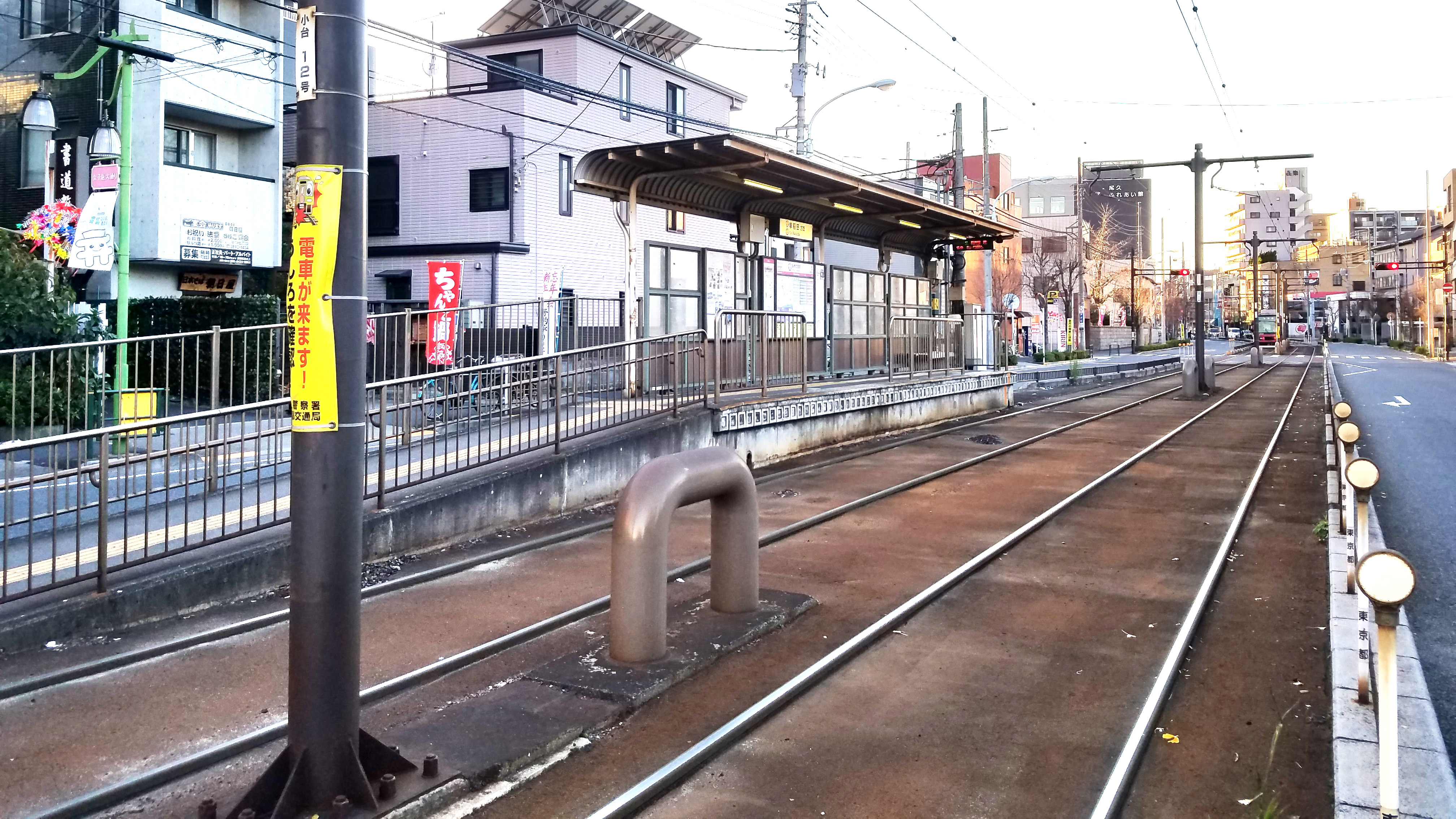
往早稻田方向的月台(2018年12月)

## 歷史
- 1913年（大正2年）4月1日：作為王子電氣軌道（日语：王子電気軌道）的停留場開業。
- 1942年（昭和17年）2月1日：事業讓渡予東京市，成為東京市電的停留場。
- 1943年（昭和18年）7月1日：實施都制，成為東京都電車（都電）的停留場。
- 2003年（平成15年）10月18日：道路擴寬工程，向三之輪橋方向移動50公尺[1]。

## 停留場構造
本站為對向式月台2面2線的地面車站。
| 月台 | 路線                   | 方向 | 目的地                         |
| ---- | ---------------------- | ---- | ------------------------------ |
| 南側 | 都電荒川線（東京櫻電） | 上行 | 王子站前、大塚站前、早稻田方向 |
| 北側 | 都電荒川線（東京櫻電） | 下行 | 町屋站前、三之輪橋方向         |

## 相鄰停留場
東京都交通局
 都電荒川線（東京櫻電）
小台（SA 11）－宮之前（SA 10）－熊野前（SA 09）

## 外部連結
- 宮之前停留場 （页面存档备份，存于） - 東京都交通局